# Альмираль, Валенти
Валенти Альмираль (кат. Valentí Almirall i Llozer, 8 марта 1841 года, Барселона — 20 июня 1904 год, там же) — каталонский и испанский политик, журналист, эссеист и юрист. Являлся одним из идеологов каталонского национализма. Рассматривал Испанию как конфедеративную страну, где Каталония должна иметь полноценный статус суверенного государства.
Между 1868 и 1881 годами был членом «Федералистской демократической республиканской партии» (PRDF), объединённой вокруг «Клуба федералистов» (1868—1869 годы), издавал испаноязычную газету «El Estado Catalán» («Каталонское государство») в 1869–1870 и 1873 годах.
В 1879 году основал первую каталаноязычную газету «Diari Català» («Каталонский дневник»).
В 1880 году стал организатором «Первого каталонского конгресса» (кат. Primer Congrés Catalanista), на котором он намеревался объединить силы, которые выступали за превращение Испании в федеративную республику с представителями литературного движения в защиту каталонского языка.
В 1882 году инициировал создание «Каталонского центра» — организации, созданной для защиты культурных и экономических интересов Каталонии. В 1883 году организовал «Второй каталонский конгресс».
В 1885 году Валенти Альмираль написал «Ходатайство о защите моральных и материальных интересов Каталонии» — обращение интеллигенции и буржуазии Каталонии к королю Испании Альфонсо XII с требованиями восстановить определённые права каталонцев. «Ходатайство о защите» считается первым современным проявлением каталонского национального движения в правовом поле Испании.
В 1886 году была опубликована его работа «Каталанизм» (кат. Lо catalanisme), в которой были систематизированы принципы каталонского национализма.

## Труды
- Idea exacta de la Federación. La República Federal Española. Datos para su organización (1873)
- El alma al diablo (1878), novel·la
- Una autoridad modelo. Historia de un gobernador de orden (1878) novel·la
- Escritos catalanistas. El Renacimiento catalán, las leyes forales y el carlismo en Cataluña (1878)
- La Casa de Caridad de Barcelona (1879)
- La Confederación suiza y la Unión americana. Estudio político comparativo (1881?)
- El Tiro federal suizo: descripción de la fiesta en 1883 (1883)
- Los Estados Unidos de América. Estudio Político (1884)
- Lo Catalanisme. Motius que el legitimen, fonaments científics i solucions pràctiques (1886)
- Poesia del Regionalisme (1886)
- Regionalisme i particularisme (1901)
- Aspecte polític i social del renaixement català (1901)